# Chevillard, Ain

Chevillard este o comună în departamentul Ain din estul Franței.